# Sainte-Marie (Pyrénées-Atlantiques)
Pour les articles homonymes, voir Sainte-Marie.
Sainte-Marie est une ancienne commune française du département des Pyrénées-Atlantiques. En 1841, la commune fusionne avec Legugnon pour former la nouvelle commune de Sainte-Marie-Legugnon. En 1858 cette dernière fusionne avec la commune d'Oloron pour former la nouvelle commune d'Oloron-Sainte-Marie.

## Géographie
Le village se situe à la naissance des trois vallées du Haut-Béarn : la vallée d'Aspe, la vallée d'Ossau et la vallée de Barétous.

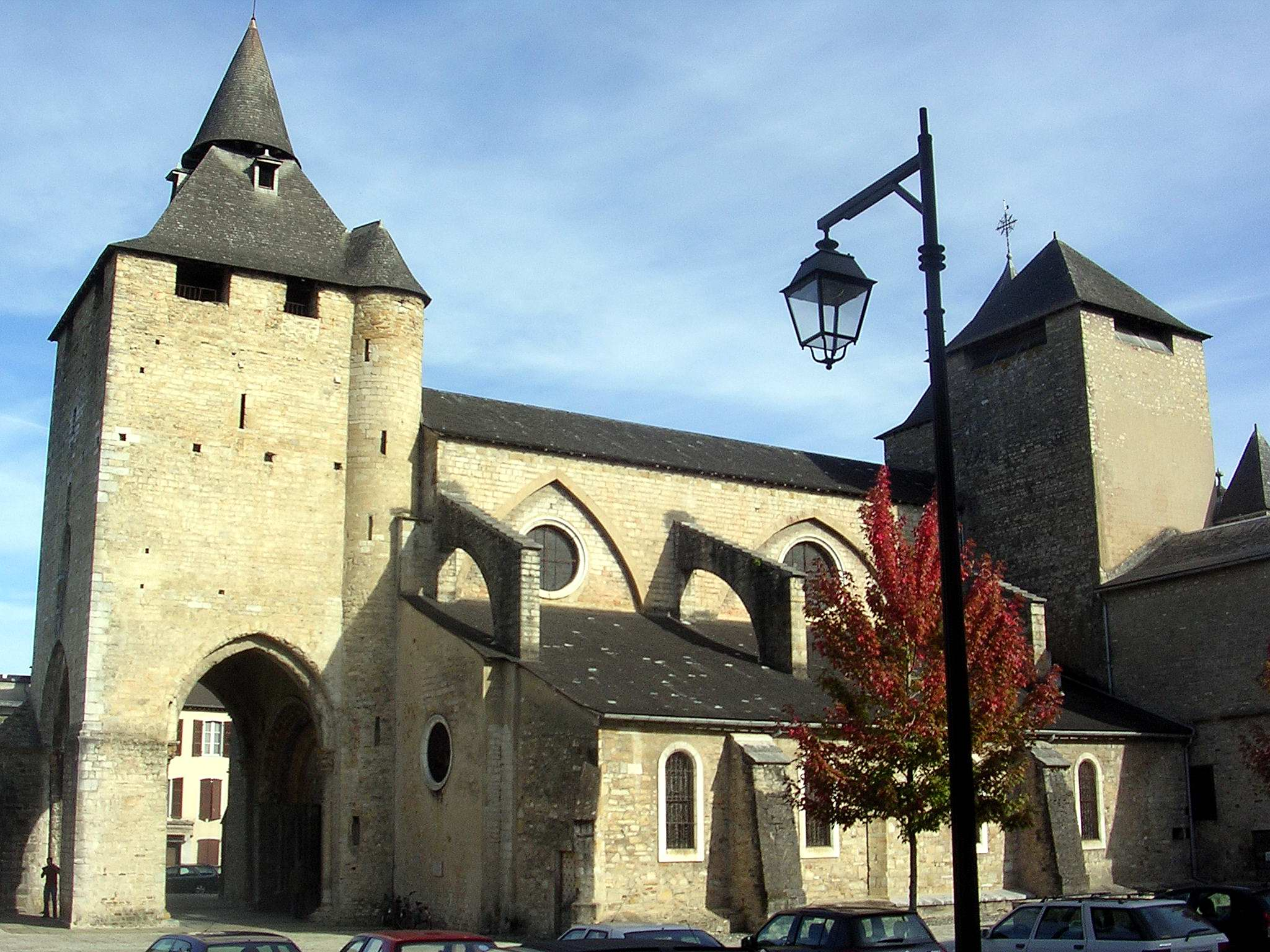
Cathédrale Sainte-Marie.

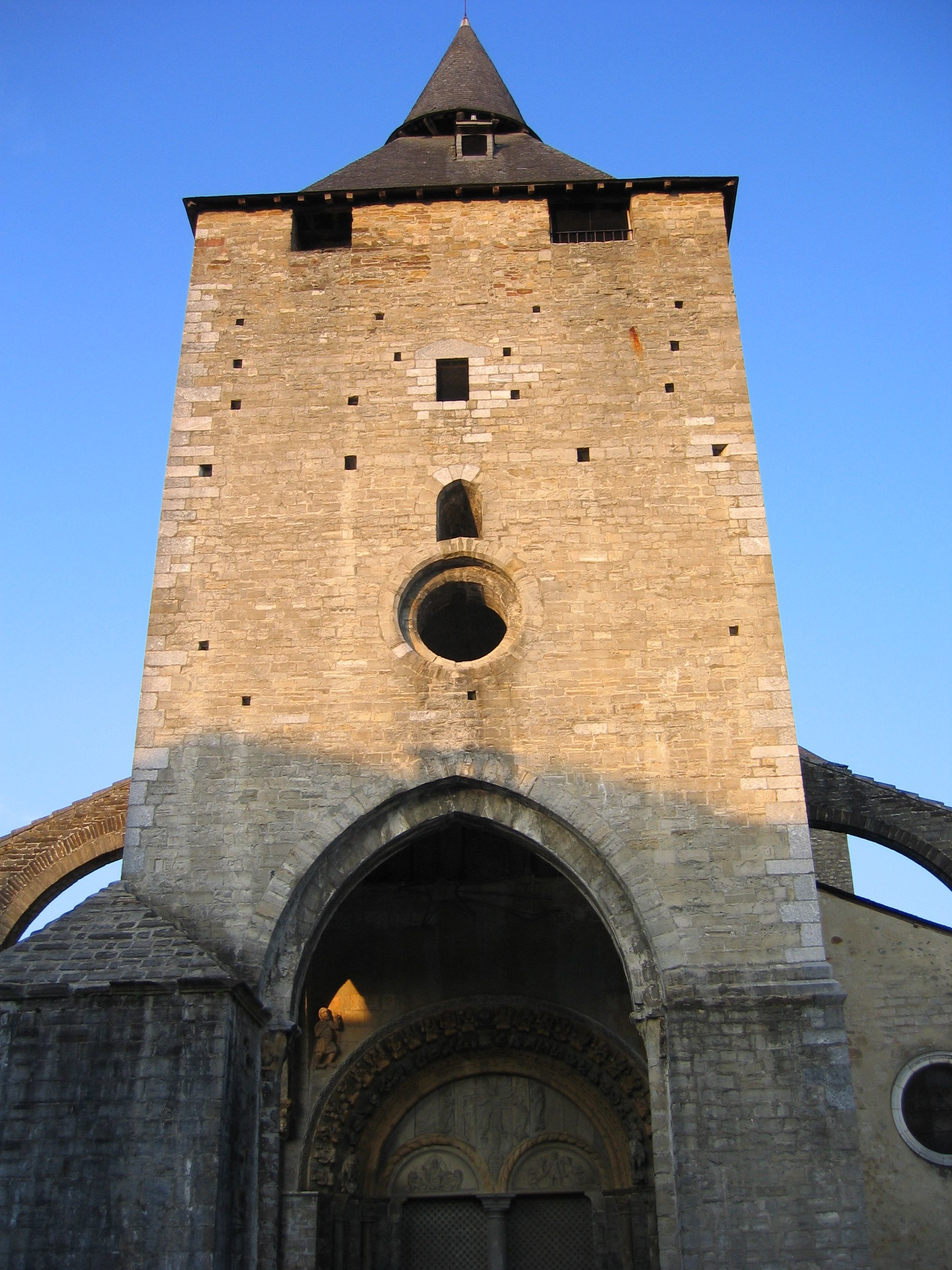
Cathédrale Sainte-Marie.

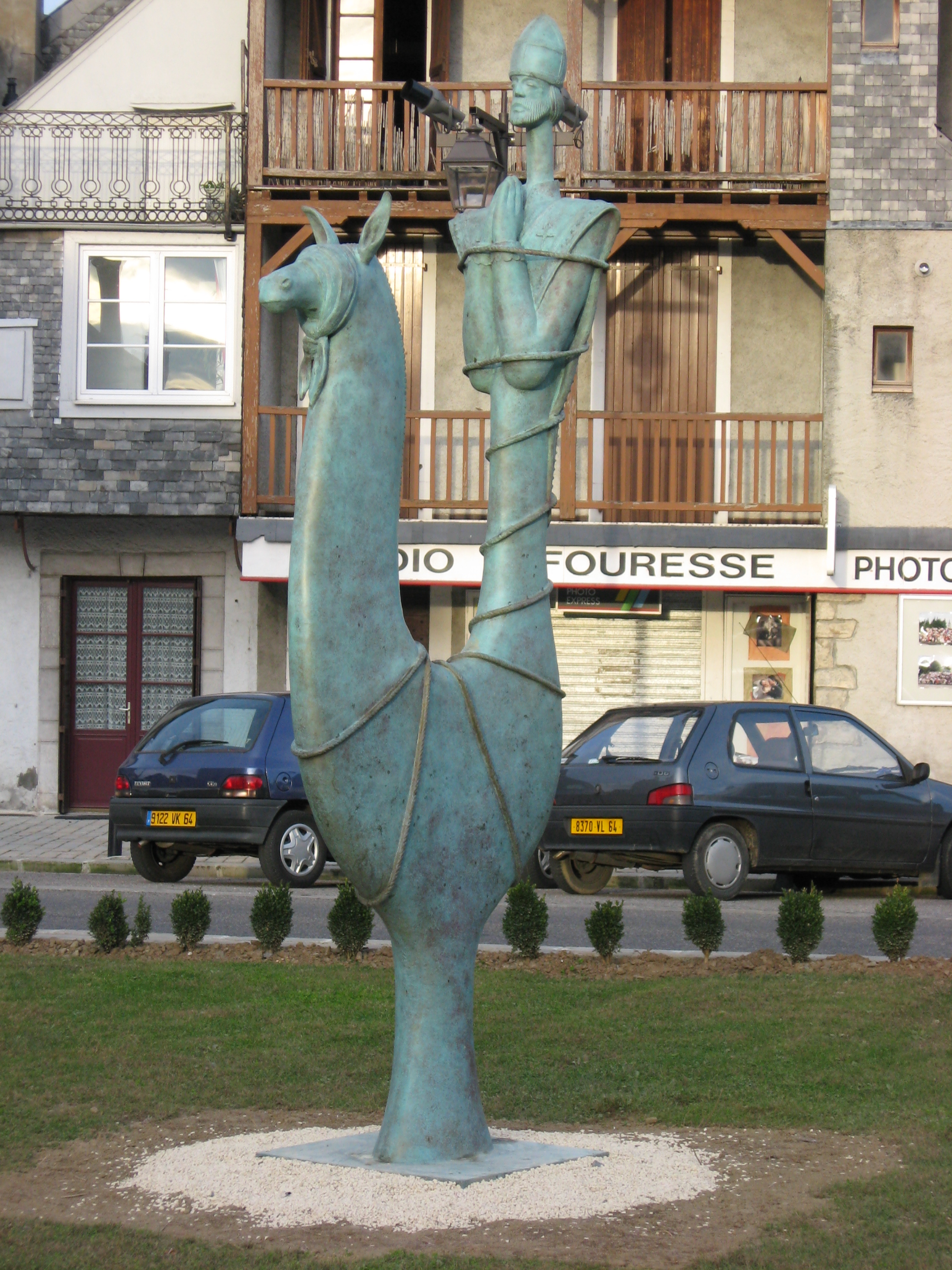
Saint Grat

## Toponymie
Son nom béarnais est Sente-Marie.
Le toponyme Sainte-Marie apparaît sous les formes 
Maria in Eleron (XIe siècle, cartulaire de Bigorre), 
Sancta-Maria de Olorno (1215, cartulaire d'Oloron), 
Nostre-Done de Lasee de Sancta-Maria et  Nostre-Done de Lassee à Sente-Marie (1466, notaires d'Oloron), Maratide (au cours de la période de la Convention nationale, 1792-1795)  et 
Sainte-Marie-Legugnon (depuis la réunion de Legugnon, du 14 avril 1841 au 18 mai 1858).

## Histoire
Création romaine au Ier siècle de notre ère sur la voie du col du Somport, elle doit son nom, Iluro, aux peuples aquitains. Iluro vient de l'aquitain ili (ville) et ur (eau) et est donc la « ville des eaux » car Oloron se trouve à la confluence de deux gaves,. Établie pour l'essentiel à Sainte-Marie sur la terrasse alluviale sur laquelle sera établie la future cathédrale, c'est aussi une citadelle dotée de remparts sur la butte de Sainte-Croix d'Oloron. Le promontoire de Sainte-Croix en est l'oppidum. En 506, Gratus, premier évêque connu assiste au Concile d'Agde et devient saint Grat, dont la fête est aujourd'hui encore célébrée à l'automne.
Les grandes invasions vont plonger l'histoire d'Iluro dans l'oubli. Mais vers 1058, il semblerait que quelques habitats aient subsisté car l'évêque Étienne de Lavedan s'installe sur la terrasse alluviale où se dresse encore une chapelle dédiée à la Vierge. En 1080, le vicomte Centulle V le Jeune vient bâtir la nouvelle ville d'Oloron (nom médiéval dérivé d'Iluro) sur l'ancien oppidum romain.
En ces temps médiévaux, aucun autre emplacement ne pouvait être plus sûr que ce promontoire bordé sur les côtés est-ouest par des cours d'eau. Ce vicomte incite les populations à venir résider et commercer à Oloron en instaurant des privilèges juridiques et économiques contenus dans l 'acte de « poblacion » (ou peuplement), privilèges qui seront repris et renforcés en 1220 créant ainsi le For d'Oloron, le plus ancien du Béarn.
Entretemps, l'ancienne cité d'Iluro renaît de ses cendres et porte désormais le nom de sa cathédrale, Sainte-Marie.
Les descendants du vicomte s'employèrent à la construction des monuments à leur retour de la Reconquista ou des Croisades. Cependant, en 1214, Gaston VI Moncade dut céder les terres de Sainte-Marie, puis plus tard, celles des villages environnants aux évêques, car il était compromis avec les Albigeois hérétiques.
En 1385, Oloron comptait 366 feux, Legugnon 11 et Sainte-Marie 85. Paul Raymond note que Legugnon comptait une abbaye laïque, vassale de la vicomté de Béarn.
On assiste alors à une séparation des deux parties : Oloron, ville vicomtale et Sainte-Marie, ville épiscopale, qui deviennent rivales durant huit siècles environ, Sainte-Marie demeurant économiquement dépendante d'Oloron. Au XIIIe siècle, profitant de la croisade des Albigeois, l'évêque obtient la seigneurie sur Sainte-Marie et son hameau de Saint-Pée ; Oloron fait élargir ses privilèges avec son for, puis se voit dotée d'une enceinte et de deux ponts. Aux XIVe siècle et XVe siècle, elle obtient droit de marché et de foires et sa croissance aboutit à la création de faubourgs. C'est bientôt la capitale économique du Béarn, grâce à son commerce de transit avec l'Espagne et à l'essor de son artisanat textile.
Les Guerres de religion puis la Révolution suspendent à deux reprises cette prospérité. La rivalité entre les deux villes ne prend fin qu'avec la réunion de Sainte-Marie à Oloron, imposée en 1858 par le Second Empire, favorisant l'arrivée du chemin de fer en 1883 et la substitution de l'industrie à l'artisanat.

## Démographie
| 1793  | 1800  | 1806  | 1821  | 1831  | 1836  |
| ----- | ----- | ----- | ----- | ----- | ----- |
| 2 577 | 2 445 | 2 614 | 3 110 | 3 371 | 3 442 |

## Culture et patrimoine

### Patrimoine religieux
- la cathédrale Sainte-Marie[8]. On y trouve des orgues[9] classés par les Monuments historiques ;
- l'ancien séminaire Sainte-Marie[10] date du XVIIIe siècle et est inscrit aux monuments historiques depuis 1976 ;
- La légende de saint Grat

L'évêque d'Oloron mourut à Jaca au VIe siècle. Les Aragonais et les Béarnais se disputèrent sa dépouille. Pour trancher, on proposa de confier, depuis le col du Somport, le choix de la destination finale du corps à la mule aveugle de l'évêque. Celle-ci ramena Grat bien ficelé sur son dos jusqu'à Sainte Marie.
Une sculpture de Pierre Castillou vient d'être érigée près de la cathédrale Sainte Marie.

## Pour approfondir